# Long Road
Long Road è un brano del gruppo rock Pearl Jam. È stato pubblicato come lato B del singolo del 1995 Merkin Ball. Fu registrata durante le sessioni per l'album Mirror Ball frutto di una collaborazione tra Neil Young e Pearl Jam. Neil Young interpreta il brano con i membri dei Pearl Jam Eddie Vedder, Jeff Ament, e Jack Irons.
La canzone fu incisa nuovamente da Eddie Vedder per la colonna sonora del film Dead Man Walking del 1995. Per questa versione Vedder ha collaborato con il musicista Pachistano Nusrat Fateh Ali Khan.
La canzone è inclusa nell'episodio I miei cinque stadi della serie TV Scrubs - Medici ai primi ferri.
La canzone fa parte anche della colonna sonora del film del 2010 Mangia Prega Ama (Eat Pray Love) .

## Interpretazione del testo
Long Road è dedicata a Clayton E. sulla copertina di Merkin Ball. Durante il concerto dei Pearl Jam del 7 luglio 2006 a San Diego, Vedder rivelò di aver scritto la canzone dopo aver appreso la notizia della morte del suo insegnante di teatro, Clayton E. Liggett.

## Performance memorabili
Dopo l'11 settembre Eddie Vedder e Mike McCready insieme a Neil Young hanno eseguito Long Road durante il concerto benefico America: A Tribute to Heroes. Il concerto, trasmesso il 21 settembre 2001, aveva l'obiettivo di raccogliere fondi per le vittime degli attentati e le loro famiglie.